# Ljudski vrt, Gorica
Ljudski vrt (italijansko giardini pubblici, furlansko zardins publics) je glavni park v Gorici.
Park gleda na Cadornovo ulico, Alighierijevo ulico, Petrarcovo ulico, Verdijev korzo in Battistijev trg.

## Zgodovina
Ljudski vrt je bil ustvarjen leta 1863 na kmetijskem zemljišču družine De Grazia in se je prvotno razprostiral na površini dveh hektarjev, od Korza Italije do doline potoka Korna, ki teče spodaj. Že od začetka je bil zasnovan tako, da bi ustrezal določeni klienteli uradnikov in bogatašev, ki so takrat obiskovali Gorico med počitnicami; zato je imel natančno zasnovo gredic in poti, posajene esence so bile večinoma eksotične. Vse je pozneje polepšala kovinska Gyulaieva fontana, ki jo je podaril maršal Gyulai, ki je prišel preživet upokojitev v Gorico, in vremenska postaja srednjeevropskega sloga (katere obstajata le še dva primerka) iz leta 1895, ki je še vedno v celoti delujoča.